# Villalba de los Barros
Villalba de los Barros là một đô thị trong tỉnh Badajoz, Extremadura, Tây Ban Nha. Theo điều tra dân số 2006 (INE), đô thị này có dân số là 1704 người.
38°37′B 06°30′T / 38,617°B 6,5°T